# Anhangüera (Goiás)
Anhanguera es un municipio brasileño del estado de Goiás. Su población estimada en 2010 era de 1 017 habitantes y el área total del municipio era de 44 km² por lo que es el menor municipio del Estado de Goiás, tanto en población, como en área, y uno de los menores municipios del Brasil.